# Thyreus impexus
Thyreus impexus är en biart som beskrevs av Maurits Anne Lieftinck 1968. Thyreus impexus ingår i släktet Thyreus och familjen långtungebin. Inga underarter finns listade i Catalogue of Life.